# Xã Shipman, Quận Macoupin, Illinois
Xã Shipman (tiếng Anh: Shipman Township) là một xã thuộc quận Macoupin, tiểu bang Illinois, Hoa Kỳ. Năm 2010, dân số của xã này là 1.433 người.